# Torre Annunziata
Torre Annunziata este un oraș în regiunea Campania, în provincia Napoli (Italia).

## Personalități legate de Torre Annunziata
- Ernesto Cesàro, matematician care a lucrat în domeniul geometriei diferențiale, cunoscut datorită teoriilor din seria infinită

## Localități înfrățite
- Italia, Benevento
- Franța, La Ciotat
- Germania, Emmendingen

### Parteneriate
- Spania, Valencia

## Demografie
Torre Annunziata - evoluția demografică

|  | Graficele sunt indisponibile din cauza unor probleme tehnice. Mai multe informații se găsesc la Phabricator și la wiki-ul MediaWiki. |

Date: Recensăminte sau birourile de statistică - grafică realizată de Wikipedia